# 安克拉姆 (纽约州)
安克拉姆（英語：Ancram）是位于美国纽约州哥伦比亚县的一个镇，地处哥伦比亚县东南角。2010年美国人口普查时，该镇有1573人。安克拉姆镇建于1803年，1814年得名“安克拉姆”。其名称源于苏格兰的安克鲁姆。